# Lobelia floridana
Lobelia floridana är en klockväxtart som beskrevs av Alvin Wentworth Chapman. Lobelia floridana ingår i släktet lobelior, och familjen klockväxter. Inga underarter finns listade i Catalogue of Life.